# Duett (sång)
Duett är en powerballad på norska som Bettan & Jan Werner sjöng som duett i norska Norsk Melodi Grand Prix 1994. Duett vann i Norge, och kom på sjätte plats i Eurovision Song Contest 1994. Hans Olav Mørk skrev texten, medan Rolf Løvland gjorde melodin. Duett gjordes också i engelskspråkig version, där den heter Duet. På singelskivan fanns norskspråkiga versionen och engelskspråkiga versionen. Den nådde som bäst tredje plats på försäljningslistan för singlar i Norge.

## Låtlista
1. Duett (norska)
2. Duet (engelska)

## Listplaceringar
| Lista (1994) | Topplacering |
| ------------ | ------------ |
| Norge        | 12           |

### Fotnoter
1. ↑  ”Elisabeth Andreassen fansite”. Arkiverad från originalet den 6 januari 2009. https://web.archive.org/web/20090106151428/http://www.elisabethandreassen-fansite.com/BettanJanWerner/Diskografi/Singlar/duettsingelcdsv.html. Läst 22 april 2011.
2. ↑  ”Elisabeth Andreassen fansite”. Arkiverad från originalet den 5 juli 2008. https://web.archive.org/web/20080705085449/http://www.elisabethandreassen-fansite.com/Melodifestival/melodifestivalen.html. Läst 22 april 2011.
3. ↑  ”Listplacering”. http://norwegiancharts.com/showitem.asp?key=96603&cat=s. Läst 22 april 2011.